# Gesse aphylle
Lathyrus aphaca
Espèce
Classification phylogénétique
La Gesse aphylle ou Gesse sans feuilles (Lathyrus aphaca) est une espèce de plantes à fleurs de la famille des Fabaceae (de la sous-famille des Faboideae selon la classification phylogénétique). C'est une plante herbacée originaire d'Europe, d'Asie et d'Afrique du Nord.

## Description
C'est une plante herbacée annuelle, grimpante, aux tiges ailées, aux feuilles réduites à des vrilles, de grandes stipules opposées par paires jouant le rôle de limbes foliaires. Les fleurs jaunes sont généralement solitaires, portées par de longs pédoncules.

## Répartition et habitat
Elle est originaire d'Europe, d'Asie et d'Afrique du Nord. Elle est fréquente dans l'est de la France.
On rencontre cette gesse dans les lisières, les prés secs, les talus, sur substrat calcaire.

### Caractéristiques
Organes reproducteurs
- Couleur dominante des fleurs : jaune
- Période de floraison : juin-août
- Inflorescence : racème simple
- Sexualité : hermaphrodite
- Pollinisation : entomogame, autogame

Graine
- Fruit : gousse
- Dissémination : anémochore

Habitat et répartition
- Habitat type : annuelles commensales des moissons basophiles, mésothermes
- Aire de répartition : méditerranéen(eury)

Données d'après : Julve, Ph., 1998 ff. - Baseflor. Index botanique, écologique et chorologique de la flore de France. Version : 23 avril 2004.

## Synonymes
- Aphaca marmorata Alef.
- Lathyrus affinis Guss.
- Lathyrus floribundus Velen.
- Lathyrus polyanthus Boiss. & Blanche
- Lathyrus pseudoaphaca Boiss.

## Liens externes

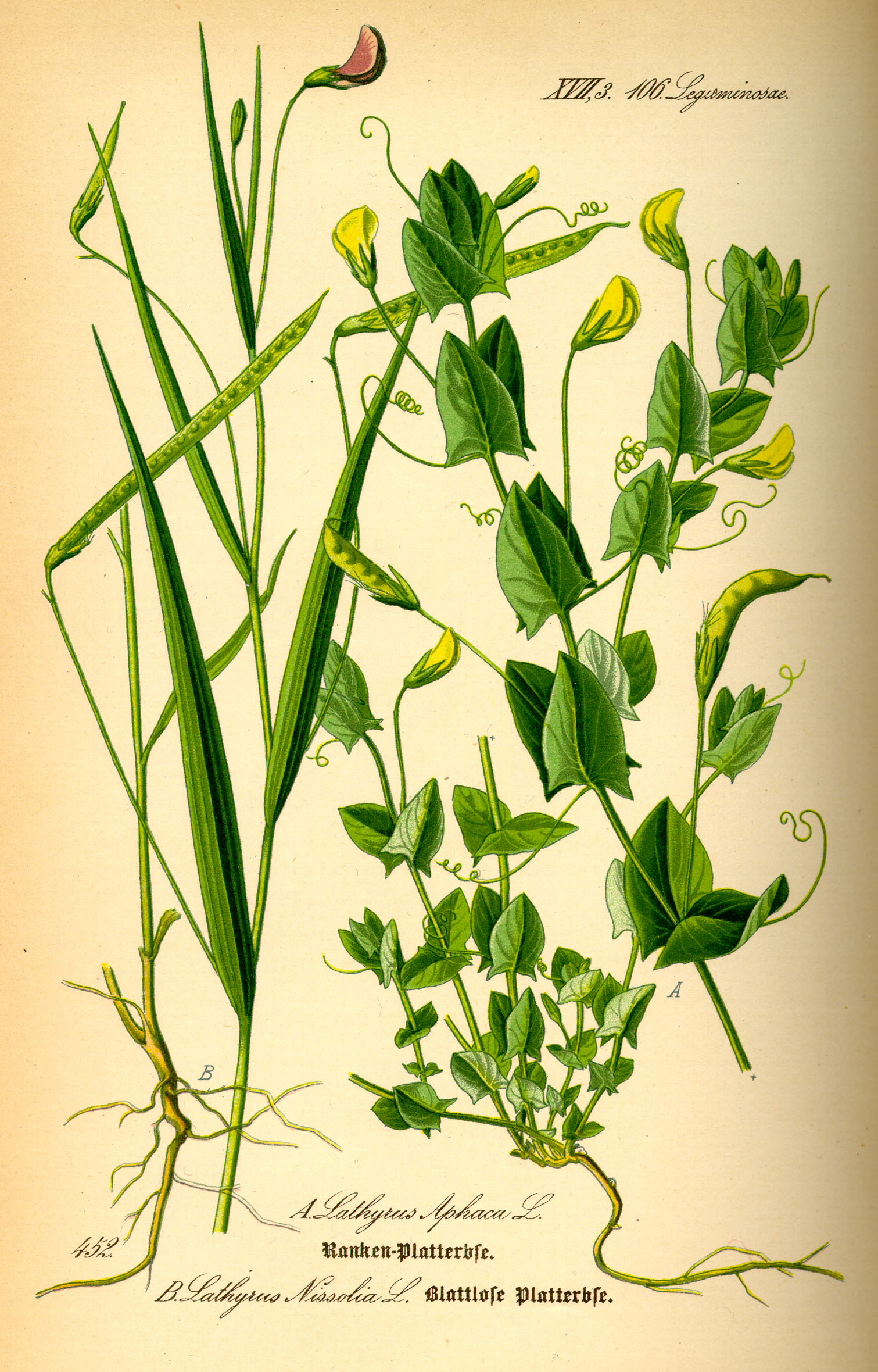
Lathyrus nissolia et Lathyrus aphaca.